# Stele von Sultanhanı

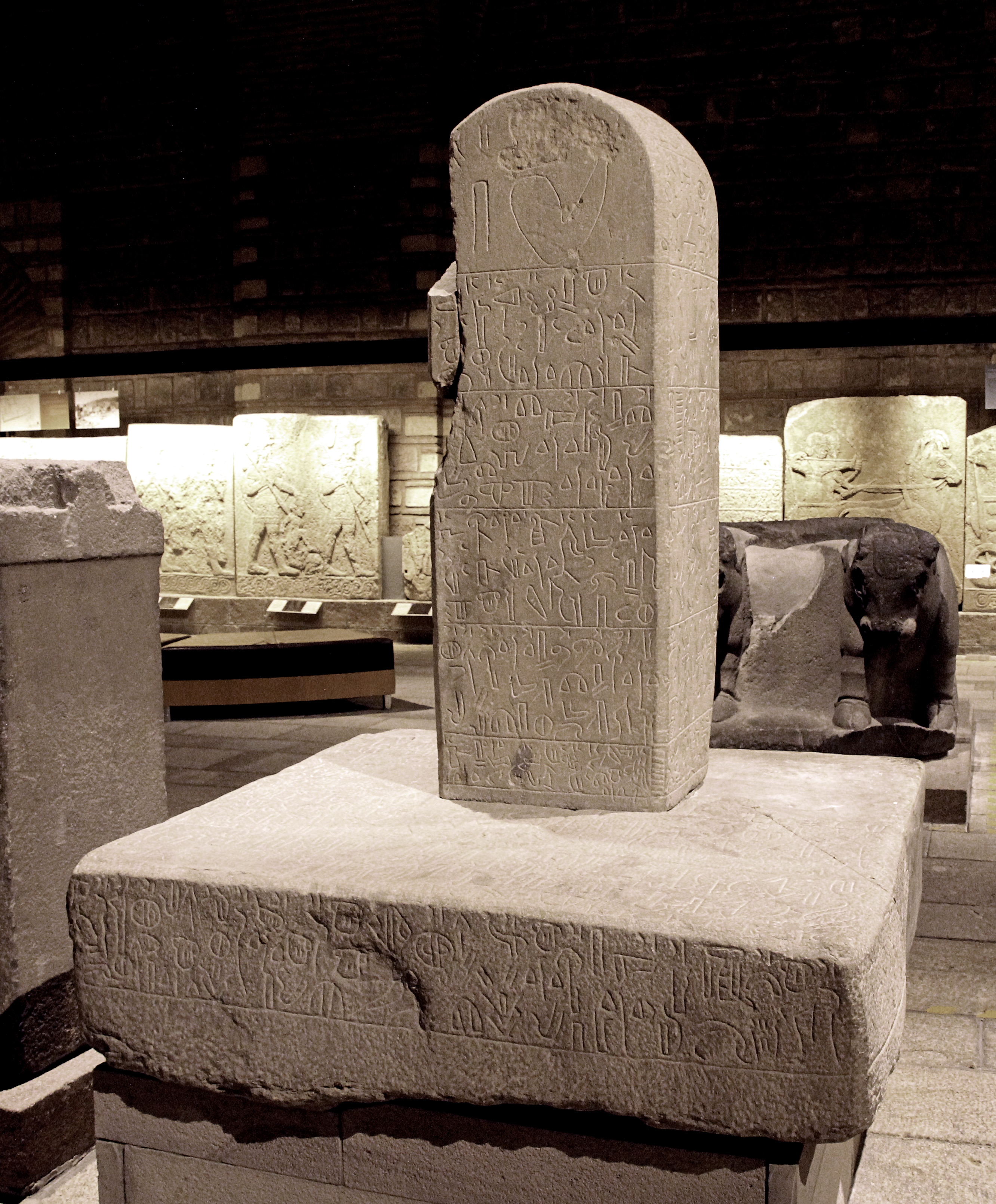
Stele mit Sockel, vorn Stelenseite A und Sockelseite C

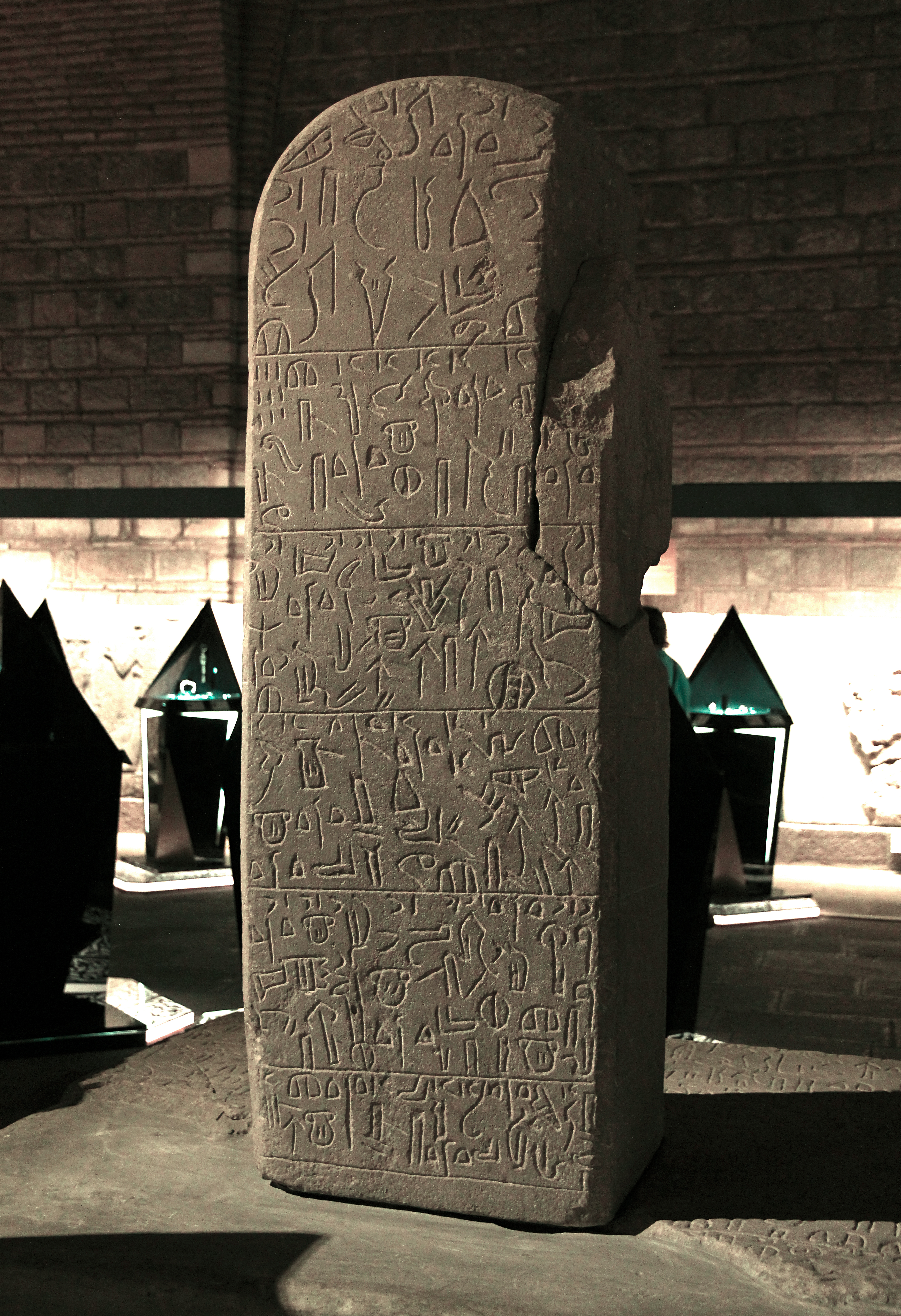
Stele Seite C

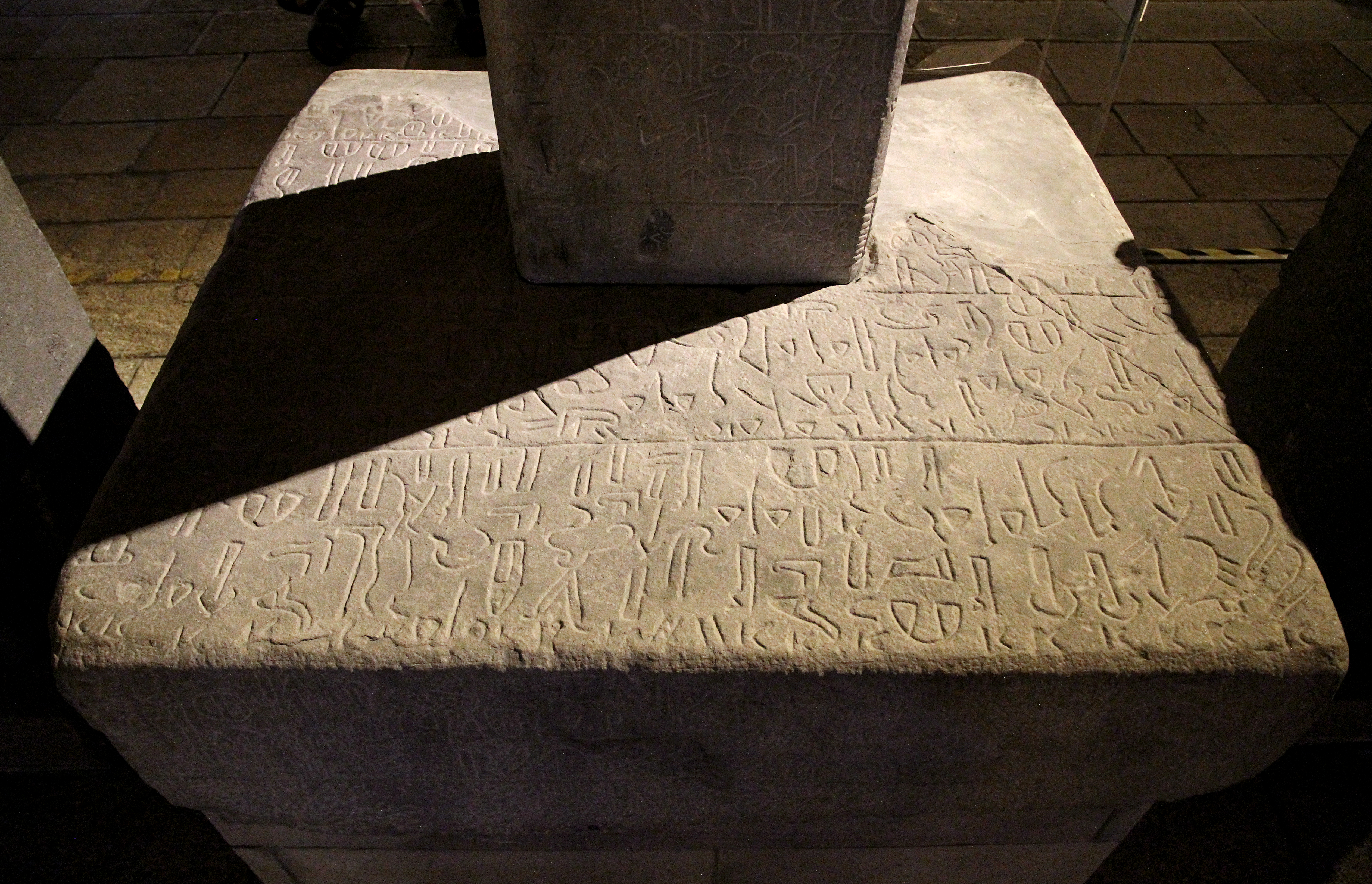
Sockel Oberseite

Die Stele von Sultanhanı ist ein späthethitisches Monument mit einer Inschrift in luwischen Hieroglyphen. Es besteht aus der Stele selbst und dem dazugehörigen Sockel und wurde in der Umgebung des Ortes Sultanhanı gefunden. Sie wurde in mehreren Teilen ausgegraben und ist heute im Museum für anatolische Zivilisationen in der türkischen Hauptstadt Ankara ausgestellt. Sie hat die Inventarnummern 37 (Sockel und Stele) und 12132 (Fragment der Stele) und wird ins 8. Jahrhundert v. Chr. datiert.

## Entdeckung
Der Sockel wurde 1928 beim Dorf Sultanhanı im Bezirk Bünyan der Provinz Kayseri beim Ausbau der Eisenbahnstrecke Kayseri-Sivas gefunden. Er kam beim Durchbrechen eines Hügels unter nicht näher überlieferten Umständen ans Licht. Die erste Beschreibung stammt von dem französischen Autor Jean Mauclère in der Zeitschrift L’Illustration, kurz darauf erschien eine Zusammenfassung mit Photo im Archiv für Orientforschung. In der Nähe lagen zwei kleine Tongefäße sowie eine zweihenklige Vase. 1939 wurde – ebenfalls undokumentiert – in demselben Hügel die Stele gefunden. Eine Beschreibung mit Plan des Hügels und der Fundstätte lieferte der türkische vorderasiatische Archäologe Tahsin Özgüç. Im Jahr 1971 schließlich fand die türkische Archäologin Kutlu Emre nahe dem Gipfel des Hügels ein fehlendes Fragment, nachgenutzt in einer hellenistischen Mauer. Die erste Edition des Textes veröffentlichte Piero Meriggi 1967 in seinem Manuale di Eteo Geroglifico, Übersetzungen des vollständigen Textes erfolgten 2000 durch den britischen Hethitologen John David Hawkins und 2012 durch die deutsche vorderasiatische Archäologin Annick Payne.

## Beschreibung
Die Stele hat eine Breite von 0,45, eine Tiefe von 0,36 und eine Höhe von 1,27 Metern. Der Sockel misst 1,00 Meter in der Breite und etwa 1,27 Meter in der Tiefe. Alle vier Seiten der Stele sowie deren gerundetes Oberteil sind mit einer eingravierten Inschrift in luwischen Hieroglyphen bedeckt, ebenso drei Seiten des Sockels und dessen Oberfläche. Die vierte Seite des Sockels ist verloren, war aber sicherlich ebenfalls beschriftet. Die Stele trägt sechs Zeilen, der Kopf zwei, die waagrechte Fläche des Sockels vier Zeilen und dessen Seitenflächen nochmals eine umlaufende Zeile. Der Text beginnt oben auf der Seite A der Stele mit dem vergrößerten EGO-Zeichen  für „Ich“. Von dort setzt er sich linksläufig über die Seiten B, C und D fort, um dann boustrophedon weiter um den Stein nach unten zu verlaufen. Die jeweilige Wendestelle wäre demnach die Kante zwischen A und D, das Ende wäre auf Seite A rechts unten erreicht. Dort ist in die Seitenkante ein leiterartiges Symbol eingeritzt, was nach Hawkins möglicherweise auf die Fortsetzung des Textes weiter unten hindeutet, nämlich auf einer Seite der Basis. Über die weitere Lesung der Inschrift herrscht Uneinigkeit. Der deutsche Altorientalist Helmuth Theodor Bossert und mit ihm Meriggi nehmen an, dass direkt nach den vier Seiten der Stele deren Kopf zu lesen ist, gefolgt von der Oberfläche des Sockels und schließlich die Seiten B, C und D, endend mit der fehlenden Sockelseite A. Hawkins präferiert nach dem Textzusammenhang eine andere Reihenfolge, wobei ihm auch Payne folgt. Nach den Stelenseiten folgen demnach die Seitenflächen des Sockels, dann die Oberseite der Stele und zum Schluss die Oberfläche des Sockels. Das entspräche einer Lesung zuerst der vertikalen und danach der horizontalen Flächen, jeweils von oben nach unten.

## Inhalt
Der Autor des Textes ist Sarwatiwaras, ein Vasall von Wasusarma, einem Herrscher des späthethitischen Königreiches Tabal. Er weiht die Stele dem luwischen Wettergott des Weinbergs Tarhunza. Nach der Vorstellung mit Name, Abstammung (verloren) und Titel folgen die Widmung an den Gott und die Beschreibung von Opfern. Der Gott erscheint und bringt ihm reiche Getreideernten und guten Wein und verleiht dem König Mut im Kampf gegen seine Feinde. Auch weitere Opfer möge der Gott Sarwatiwaras reich belohnen. Verehrer des Gottes sollen belohnt, Übeltäter bestraft werden. Nochmals wird der Gott aufgefordert, für eine reiche Produktion des Weinbergs zu sorgen, wofür ihm neun Ochsen und 100 (unbekannte) Einheiten an Wein versprochen werden. Nach einer Fehlstelle folgen weitere Strafandrohungen gegenüber jedem, der dem Weinberg, der Stadt, dem Land oder Sarwatiwaras Schaden zufügt oder wünscht. Danach bricht der Text ab.
Durch die Erwähnung Wasusarmas, der auch in den Inschriften von Topada, Suvasa, Göstesin und auf der Stele von Kayseri genannt wird, kann die Entstehung der Sultanhanı-Stele auf dessen Regierungszeit zwischen 740 und 730 v. Chr. datiert werden.